# Campbellsville
Campbellsville és una població dels Estats Units a l'estat de Kentucky. Segons el cens del 2000 tenia 10.498 habitants.

## Demografia[Cal actualitzar]
Segons el cens del 2000, Campbellsville tenia 10.498 habitants, 4.432 habitatges, i 2.814 famílies. La densitat de població era de 680,1 habitants/km².
Dels 4.432 habitatges en un 27,5% hi vivien nens de menys de 18 anys, en un 44,5% hi vivien parelles casades, en un 16% dones solteres, i en un 36,5% no eren unitats familiars. En el 33,4% dels habitatges hi vivien persones soles el 16,5% de les quals corresponia a persones de 65 anys o més que vivien soles. El nombre mitjà de persones vivint en cada habitatge era de 2,22 i el nombre mitjà de persones que vivien en cada família era de 2,8.
Per edats la població es repartia de la següent manera: un 21,8% tenia menys de 18 anys, un 14% entre 18 i 24, un 23,9% entre 25 i 44, un 21,8% de 45 a 60 i un 18,5% 65 anys o més.
L'edat mediana era de 38 anys. Per cada 100 dones de 18 o més anys hi havia 78,2 homes.
La renda mediana per habitatge era de 22.922 $ i la renda mediana per família de 30.643 $. Els homes tenien una renda mediana de 26.672 $ mentre que les dones 19.736 $. La renda per capita de la població era de 15.996 $. Entorn del 18,7% de les famílies i el 21,6% de la població estaven per davall del llindar de pobresa.

## Poblacions més properes
El següent diagrama mostra les poblacions més properes.